# 階姓
階（注音：ㄐㄧㄝ；拼音：jiē）為台灣特有少數姓氏，主要分布於台灣宜蘭縣五結鄉季新村，源自陳姓。起源有二說：一為感念至宜蘭傳教的馬偕牧師，將「陳」、「偕」各取一邊，由陳姓改為階姓；二為與偕姓噶瑪蘭人通婚後改姓。據2023年統計，全台共有77人，全台姓氏人數排名591名。

## 外部連結
- 「偕」，一個代表懷念與感恩的姓氏 （页面存档备份，存于）（繁體中文）